# Fermi-Haufen
Ein Fermi-Haufen liegt dann vor, wenn sich zwei Elektronen entgegengesetzten Spins am gleichen Ort befinden. Die Wahrscheinlichkeit für dieses Ereignis ist doppelt so hoch wie erwartet.
Weil die Gesamtwellenfunktion nach dem Pauli-Prinzip antisymmetrisch sein muss und hier der Spinanteil antisymmetrisch ist, muss der Raumanteil der Gesamtwellenfunktion symmetrisch sein. Betrachtet man also den Limes, wenn für beide Elektronen gleiche Koordinaten eingesetzt werden, verdoppelt sich der Raumanteil und die Amplitude der Gesamtwellenfunktion ist an diesem Punkt doppelt so hoch wie erwartet.